# هيلين إيفانز براون
هيلين إيفانز براون (بالإنجليزية: Helen Evans Brown)‏ هي كاتِبة أمريكية، ولدت في 16 نوفمبر 1904 في بروكلين في الولايات المتحدة، وتوفيت في 5 ديسمبر 1964 في باسادينا في الولايات المتحدة بسبب سرطان.
كانت خبيرة معروفة على المستوى الوطني وكتبت أعمدة عن الطعام بشكل منتظم، بالإضافة إلى جمع كتب الطبخ من مؤلفين آخرين. كانت تعرف باسم السُلطة في عالم التغذية بالساحل الغربي في الخمسينيات والستينيات من القرن الماضي. كانت هيلين واحدة من أوائل الطهاة الذين يدافعون عن استخدام المنتجات الطازجة والترويج لمطبخ كاليفورنيا.

## نشأتها
وُلدت هيلين أوكلي إيفانز في 16 نوفمبر من عام 1904 في بروكلين نيويورك، والداها لوسي مارغريتا وألفريد كين إيفانز. كانت البكر لأخين أصغر منها، جون دبليو وألين ج. إيفانز، ونشأت معهما في بروكلين، نيويورك. درست في كلية كونيتيكت للنساء وكلية هانتر، قبل أن تكمل تعليمها في مدرسة ييل للفنون الجميلة متخصصة بالفنون في عامي 1924 و 1925. نحو عام 1926، تزوجت إيفانز من ستيفن كومستوك الذي أنجبت منه ولدًا أسموه وليام، ثم بدأت بإدارة شركة تقديم خدمات الطعام تدعى «ذي غيبيكوريان» مع صديق لها. افتتح كومستوك في وقت لاحق مطعم براونستون هاوس في نيو هافن، كونيتيكت. بعد نحو عقد من زواجها، أنجب خلاله الزوجان ابنة، قابلت فيليب س. براون، الذي كان ضيفًا غير مدعو في حفل عشاء أقامه كومستوك. بدأت علاقة عاطفية قوية بين هيلين إيفانز وفيليب براون، وفي غضون أسابيع، أقنعها فيليب بالانتقال إلى كاليفورنيا عن طريق رينو بولاية نيفادا. تركت طفليها مع ستيفن، وتزوجت من براون في ولاية نيفادا.

## مسيرتها المهنية
بدأت هيلين براون الكتابة لصالح مؤسسة تيريتوريال في مدينة فرجينيا محررة لقسم الطعام، وسرعان ما أسست لنفسها اسمًا مرموقًا كناقدة وخبيرة غذائية. انتقل الزوجان إلى باسادينا، كاليفورنيا عام 1937، حيث واصلت براون الكتابة لمجلات مثل هاوس إندغاردن، سانسيتوومنز داي، وعملت مستشارة لمخبز في هوليوود. بدأ فيليب العمل في متجر كتب عتيقة، وبنى مجموعته من كتب الطبخ وعمل مع براون متذوقًا ومختبرًا للطعام وباحثًا مساعدًا وكاتبًا.
عام 1940، بدأت براون بكتابة مقالات لصالح «نشرة بالتزر»، وهي نشرة إخبارية لمتاجر البقالة الراقية، وواصل النشر عندما اشترت سلسلةُ البقالة يورغنسن المتجرَ الأصلي. في نفس العام، نشرت مقالاتها في مجلة كاليفورنيا الصادرة في لوس أنجلوس، وقد جُمعت هذه المقالات وطبعت في كتاب ورقي الغلاف لتكون هذه أول مجموعة لها من الأعمال المطبوعة. عام 1946، نشرت براون كتاب طبخها الأول «بعض وصفات القريدس»، ليعقبه كتاب «طبق الغضب» الصادر عام 1950، الذي أصبح كتابها الأكثر مبيعًا. نُشر لها مجلدين عام 1951، هما بعض وصفات المحار وكتاب طبخ الفناء.
في عام 1952، نشرت براون كتاب هيلين براون في الساحل الغربي للطبخ، والذي أصبح كتاب طبخ أمريكي إقليمي كلاسيكي لخياراته المكتوبة بأسلوب جيد، إضافة إلى ذوقها الرفيع ومعرفتها بمجموعة واسعة من المأكولات. لقد حوّلت براون كتابة كتب الطبخ إلى أعمال علمية تعطي المراجع الببليوغرافية والسياق التاريخي والأهمية الاجتماعية لوصفاتها. كان دافع براون لاستخدام المكونات المحلية الطازجة، بغض النظر عن توفرها في متاجر البقالة، ثوريًا. أوصت باستخدام العناصر التي تنمو في حدائق الناس الخلفية، مثل الأفوكادو وفاكهة القشطة والتين والجوافة والإسكدنيا (المشمش الهندي)،  بالإضافة إلى التوابل مثل الكزبرة والثوم، والتي كانت نادرًا ما تستخدم، وصلصة الترياكي. دعت براون إلى دمج الأطباق الثقافية في المطبخ الأمريكي واستخدام الأسماك محليّة الصيد. وضعت رؤيتها أساس ما بات يعرف باسم مطبخ كاليفورنيا. عززت إصداراتها سمعة براون بين أقرانها كصاحبة تأثير في مشهد الغذاء بالساحل الغربي خلال الخمسينيات والستينيات، وكان من بين أصدقائها جوليا تشايلد، وكريج كلايبورن، وإم إف كيه فيشر، وهيلين مكولي، وألبرت ستوكلي.
أعجب جيمس بيرد بكتابها بشدة فراسلها، لتبدأ بينهما علاقة وثيقة استمرت حتى وفاتها. كانا يتبادلان الرسائل مرتين أسبوعيًا حتى أصبحا مثل العائلة التي يتبادل أفرادها الزيارات كلما سنحت الفرصة. لقد أقاما شراكة بينهما دون منافسة، مدركين أنه على الرغم من أن خبرته أكبر، لكن مهاراتها الكتابية كانت أكثر تميزًا، فدفع أحدهما الآخر لجعل الأطعمة سهلة التحضير أكثر قبولا ورواجًا على الموائد.  يحتوي كتاب الحب والقبلات، وكتاب هالة الكمأ الصادرين عام 1994 على بعض مراسلاتهما باستخدام 300 من أصل 450 رسالة أرسلتها له إضافة إلى ردوده عليها. خصّ بيرد كتابه «الطبخ الأمريكي» بإهداء لها. في النهاية تشاركا سويًا عام 1955 بتأليف كتاب «الكتاب الكامل للطهي الأمريكي في الهواء الطلق».
كان الزوجان براون جزءًا من مجموعة في جنوب كاليفورنيا تمتعت بالأعشية غير الرسمية والتواصل الاجتماعي، إضافة إلى الذوق الرفيع والسفر. كان الفنانون والمثقفون والطهاة والمهنيون والعلماء من ضمن الأصدقاء وحلفاء العمل. تطورت كتابات براون في «نشرة بالتزر» لتصبح مضيفة، وفي وقت لاحق مديرة متخصصة بالعملاء المميزين لأحد متاجر بالتزر. من ضمن هؤلاء العملاء كانت شخصيات مؤثرة مثل إنغريد بيرجمان، وبوفي تشاندلر، وألفريد هيتشكوك، وألفريد كنوبف. بحلول عام 1958، نشرت براون أحد عشر كتابًا للطبخ، وكانت تترأس قسم الطهي في مجلة صن سيت، وكتبت مقالات لكولييز ومجلة ليديز هوم جورنال وغيرها. عام 1961، قامت براون برحلة طويلة إلى أوروبا للبحث عن وصفات وقصص عن الطعام، وبينما كانت في إسبانيا، بدأت تعاني من نوبات شلل فتكفل زوجها بكتاباتها ليورغنسن مع تقدّم إصابتها بالسرطان.

## موتها وإرثها
توفيت براون في 5 ديسمبر من عام 1964، في منزلها بباسادينا، كاليفورنيا، نتيجة لمرض نادر في الكلى تطور إلى سرطان خبيث. نشر زوجها وصفات «القريدس وغيره من وصفات المحار» بعد وفاتها في عام 1966 وحظيت بقبول جيد لذوقها الرفيع وبساطة تعليمات التحضير مع نصائح مهمة للطهي والتعامل مع المحار. جمع الزوجان براون كتب الطبخ من جميع أنحاء العالم وخصوصًا من فرنسا وإنجلترا. عند وفاتها، كانت براون تمتلك مجموعة من كتب الطهي حول العالم تقدّر بأكثر من 10 آلاف مجلد. واحد من هذه المجلدات كان كتاب ماليندا راسل المحلي للطبخ الصادر عام 1866، وهو أول كتاب طبخ معروف صاغته امرأة أمريكية من أصل أفريقي.